# Jausiers
Jausiers is een gemeente in het Franse departement Alpes-de-Haute-Provence (regio Provence-Alpes-Côte d'Azur). De plaats maakt deel uit van het arrondissement Barcelonnette. Jausiers telde op 1 januari 2022 1.142 inwoners.

## Geografie
De oppervlakte van Jausiers bedroeg op 1 januari 2022 107,73 vierkante kilometer; de bevolkingsdichtheid was toen 10,6 inwoners per km².
De onderstaande kaart toont de ligging van Jausiers met de belangrijkste infrastructuur en aangrenzende gemeenten.

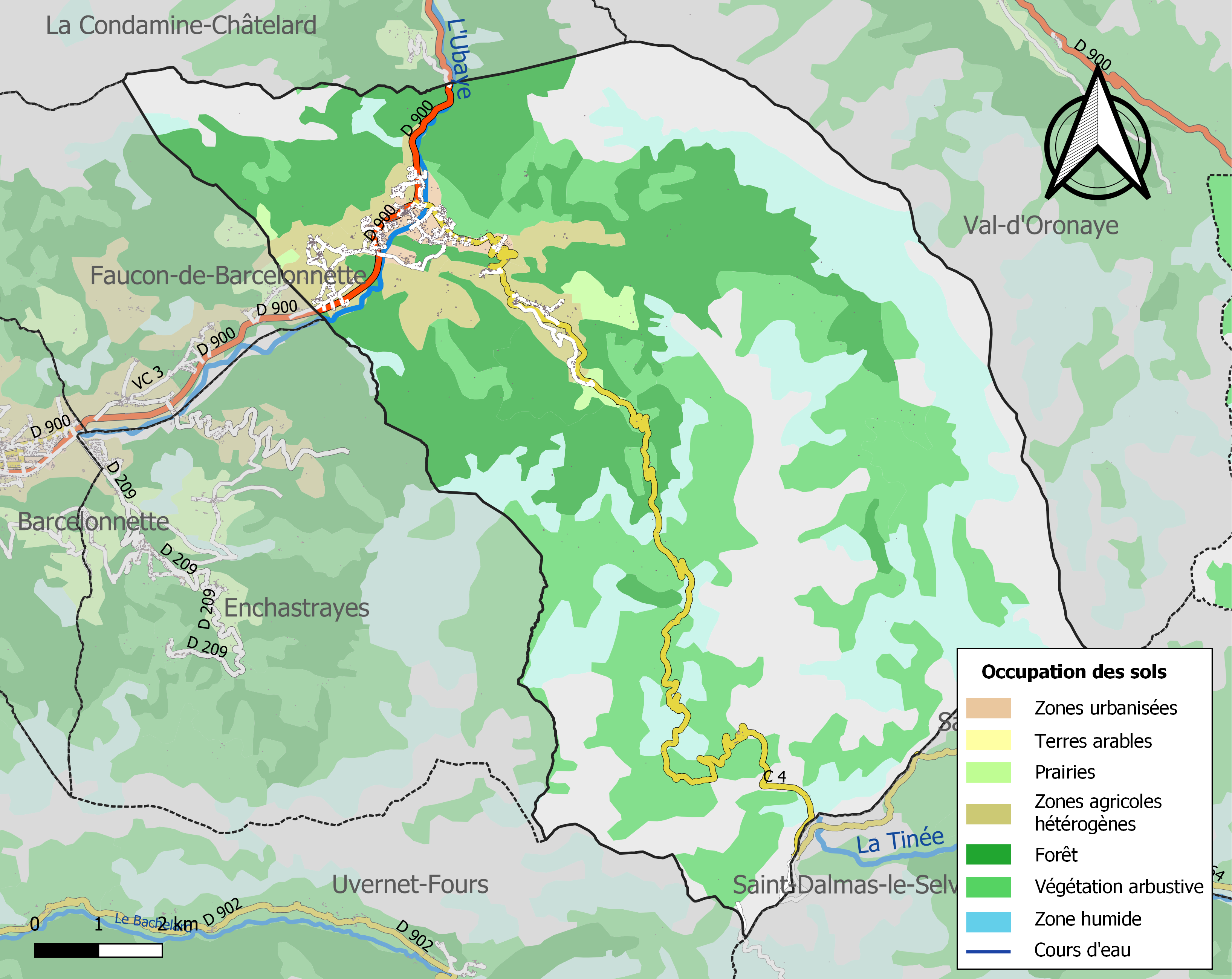

## Demografie
Onderstaande figuur toont het verloop van het inwonertal (bron: INSEE-tellingen).
Vanwege een beveiligingsprobleem met de MediaWiki Graph-software is het momenteel niet mogelijk deze grafiek weer te geven. Zodra de software is bijgewerkt zal de grafiek vanzelf weer zichtbaar worden.

## Sport
Jausiers is één keer etappeplaats geweest in de wielerkoers Ronde van Frankrijk. In 2008 won Cyril Dessel er de etappe.